# Norge i olympiska vinterspelen 2002
Norge i olympiska vinterspelen 2002

## Medaljer

### Guld
- Alpin skidåkning
  - Herrarnas kombination: Kjetil André Aamodt
  - Herrarnas Super-G: Kjetil André Aamodt

- Skidskytte
  - Herrar 10 km: Ole Einar Bjørndalen
  - Herrar 12,5 km sprint: Ole Einar Bjørndalen
  - Herrar 20 km: Ole Einar Bjørndalen
  - Herrar 4x7,5 km stafett: Frode Andresen, Ole Einar Bjørndalen, Egil Gjelland och Halvard Hanevold

- Längdåkning
  - Herrar 10 km jaktstart: Frode Estil (delad medalj)
  - Herrar 10 km jaktstart: Thomas Alsgaard (delad medalj)
  - Damer 10 km: Bente Skari
  - Herrar 4x10 km stafett: Thomas Alsgaard, Anders Aukland, Frode Estil och Kristen Skjeldal
  - Herrar 1,5 km sprint: Tor Arne Hetland

- Curling
  - Herrar: Torger Nergård, Bent Ånund Ramsfjell, Flemming Davanger, Lars Vågberg, Pål Trulsen

- Freestyle
  - Damernas puckelpist: Kari Traa

### Silver
- Alpin skidåkning
  - Herrarnas störtlopp: Lasse Kjus

- Skidskytte
  - Damer 15 km: Liv Grete Poirée
  - Damer 4x7,5 km stafett: Gunn Margit Andreassen, Liv Grete Poirée, Ann Elen Skjelbreid och Linda Tjørhom

- Längdskidåkning
  - Herrar 15 km: Frode Estil
  - Damer 4x5 km stafett: Marit Bjørgen, Bente Skari, Hilde Gjermundshaug Pedersen och Anita Moen

### Brons
- Alpin skidåkning
  - Herrarnas storslalom: Lasse Kjus

- Längdskidåkning
  - Herrar 30 km masstart: Kristen Skjeldal
  - Damer 30 km: Bente Skari
  - Herrar 50 km: Odd-Bjørn Hjelmeset
  - Damer 1,5 km sprint: Anita Moen

- Skridsko
  - Herrar 10 000 m: Lasse Sætre
  - Herrar 1 500 m: Ådne Søndrål